# Байкит (аэропорт)
Байкит — аэропорт села Байкит, расположен вдоль реки Подкаменная Тунгуска на удалении 250 метров от неё. Аэродром Байкит способен принимать самолёты Ан-2, Ан-3, Ан-24, Ан-26, Ан-32, Ан-74, Як-40, а также вертолёты всех типов. Светосигнальное оборудование ОМИ «Светлячок». Основная задача — пассажирские и грузовые рейсы с городом Красноярском.

## Показатели деятельности
| год             | 2014 | 2015 | 2016 | 2017 |
| тыс. пассажиров | 35,8 | 25,5 | 28,6 | 31,3 |
| Источники:      |      |      |      |      |

## Пожар 10 июня 2017 года
10 июня 2017 года в 15:55 по местному времени произошло возгорание в здании аэровокзала. В 17:30 пожар был локализован, в 18:00 — ликвидирован. В тушении были задействованы 25 человек и 6 единиц техники. В результате пожара полностью сгорели — деревянная надстройка на площади 156 м² и кровля здания площадью 696 м², частично повреждены — стены и оборудование на втором этаже. Во время тушения пожара была проведена частичная эвакуация имущества. Предварительная причина пожара — короткое замыкание. 

## Ближайшие аэропорты в других городах
- Ванавара (351 км)
- Тура (359 км)
- Кодинск (386 км)
- Мотыгино (399 км)
- Енисейск (428 км)